# Београдски фестивал мозаика
Београдски фестивал мозаика основан је као међународна манифестација са намером да истакне пре свега значај мозаика као савремене ликовне сликарске технике; да прикаже све битне токове у савременом мозаичком изразу; као и да представи најзначајнија мозаичка остварења на текућој уметничкој сцени. Фестивал је осмишљен са циљем да укаже на уметничке домете остварене у техници мозаика, која спадају у врхунска остварења не само мозаика, него и савремене ликовне уметничке сцене. Проистекао из ауторског пројекта Петра Вујошевића – изложбе  Мозаик малог формата која је установљена 2006. године у Београду, а која се одржава традиционално већ пуних десет година, први Београдски фестивал мозаика је установљен у Београду 2016. године.

## О фестивалу
Фестивал је установљен са идејом да промовише истинске уметничке домете мозаичког израза, насупрот профанисању и индустријализацији мозаика, који затомљују смисао бављења мозаиком, сводећи га на пуку технологију и формализам.
Намера Београдског фестивала мозаика је да укаже на изузетне могућности које мозаик носи у себи. Мозаик обједињује оно видљиво, материју, опчињавајућу боју камена која се открива у прелому – са оним невидљивим, метафизичким, што извире из загонетног простора празнине између тесера (коцкице, такозване тесаре, лат. tesserae).
Рад у мозаику, захтевајући (дуго) време и (дубоку) концентрацију, у одређеном тренутку постаје пут унутрашњег сагледавања и самоспознаје. На тај начин се откривају и ослобађају дубоке, нерукотворене слике, које нам доносе разоткривање смисла како сопственог битисања, тако и разумевања духовних основа самог живота.